# Edgardo Alboni
Edgardo Alboni (Montanaso Lombardo, 11 settembre 1919 – Lodi, 6 ottobre 2015) è stato un partigiano e politico italiano.

## Biografia
Proveniente da una famiglia di modeste condizioni, Alboni partecipò attivamente alla Resistenza italiana: fu infatti il fondatore e il comandante della 174ª Brigata Garibaldi con il nome di battaglia di «comandante Nemo».
Successivamente intraprese l'attività politica nelle file del Partito Comunista Italiano: fu consigliere provinciale a Milano negli anni sessanta; eletto deputato per la prima volta nel 1963, ricoprì tale carica per due legislature, occupandosi prevalentemente di problemi socio-sanitari. Eletto più volte nel consiglio comunale di Lodi, fu sindaco della città lombarda dal 1975 al 1980: durante il suo mandato, realizzò un piano di riqualificazione urbanistica. Fu anche assessore alla pubblica istruzione, alla programmazione e ai lavori pubblici. Dal 1981 al 2011 ha presieduto la sezione di Lodi dell'Associazione Nazionale Partigiani d'Italia.
Nell'aprile del 2005 – in occasione del 60º anniversario della liberazione dell'Italia dall'occupazione nazista – fu pubblicata la sua autobiografia, intitolata Una vita tra sogni e realtà.